# Episodi di Soko 5113 (trentatreesima stagione)
La trentatreesima stagione della serie televisiva Soko 5113 è stata trasmessa in anteprima in Germania dalla ZDF nel corso del 2008.
| nº | Titolo originale     | Titolo italiano | Prima TV Germania | Prima TV Italia |
| -- | -------------------- | --------------- | ----------------- | --------------- |
| 1  | Episode #33.1        |                 | 2008              |                 |
| 2  | Tod auf Zehenspitzen |                 | 28 gennaio 2008   |                 |
| 3  | Hilflos              |                 | 4 febbraio 2008   |                 |
| 4  | Der zweite Mann      |                 | 11 febbraio 2008  |                 |
| 5  | Mitten ins Herz      |                 | 18 febbraio 2008  |                 |
| 6  | Teufelskirschen      |                 | 25 febbraio 2008  |                 |
| 7  | Der Gehängte         |                 | 3 marzo 2008      |                 |
| 8  | Ohnmacht             |                 | 10 marzo 2008     |                 |
| 9  | Identität            |                 | 17 marzo 2008     |                 |
| 10 | Die Akte Göttmann    |                 | 23 marzo 2008     |                 |
| 11 | Kopflos              |                 | 2008              |                 |
| 12 | Auf der Jagd         |                 | 2008              |                 |
| 13 | Zimmer 105           |                 | 2008              |                 |
| 14 | Ausverkauf           |                 |                   |                 |